# Walter Krumbach

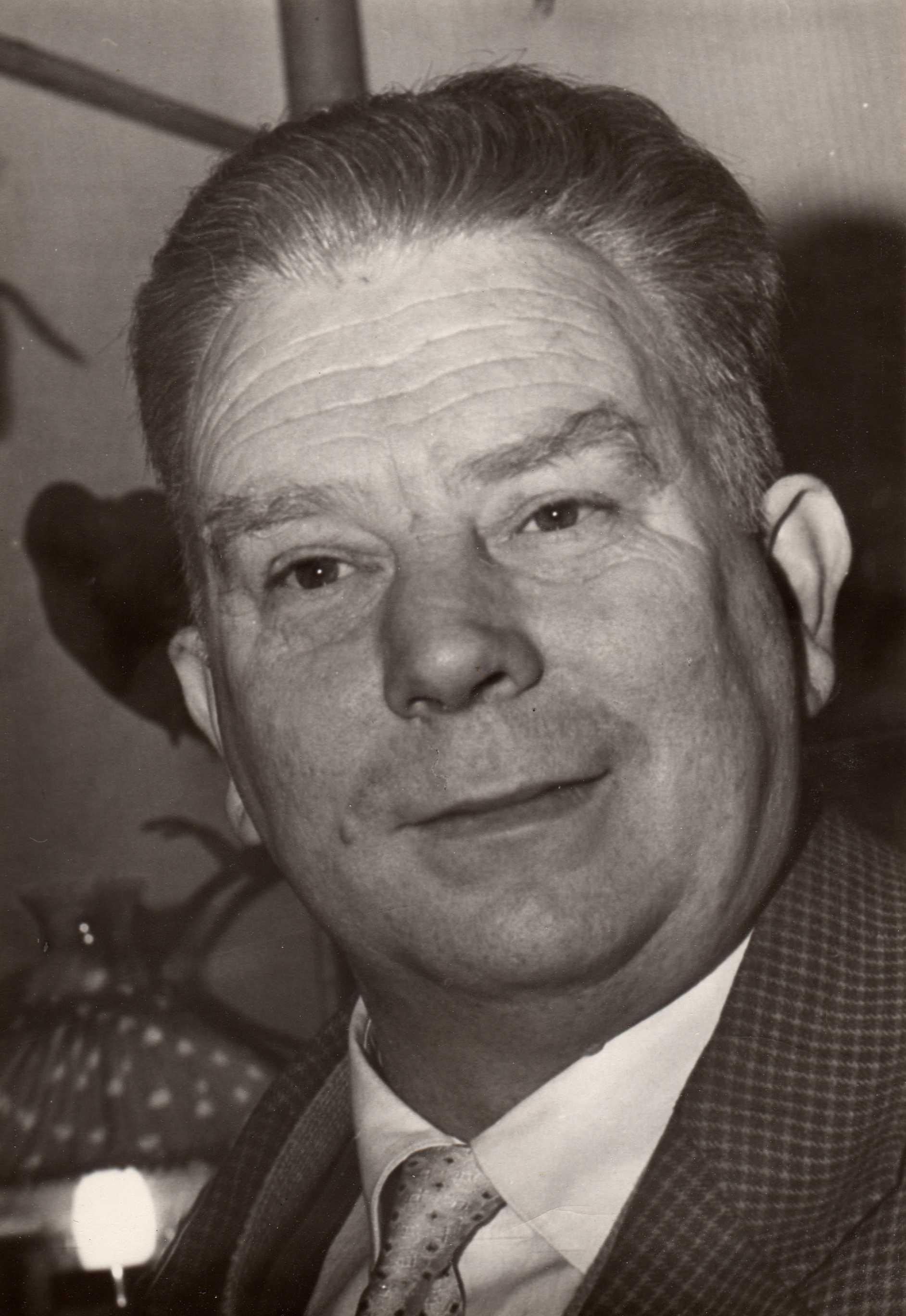
Walter Krumbach

Walter Karl Ferdinand Krumbach (* 1. April 1917 in Joachimsthal; † 20. Januar 1985 in Groß Schönebeck) war ein deutscher Autor von Kinderbüchern, Kinderliedern, Puppenspielen und Comics.

## Leben
Walter Karl Ferdinand Krumbach war Sohn eines Arbeiters. Er erlernte nach der Schulzeit Kommunal-, Polizei- und Standesamtverwaltung in Joachimsthal und arbeitete danach als Verwaltungsangestellter. Da er schon im Jugendalter schriftstellerisch tätig war, konnte er 1935 Mitglied der Reichsschrifttumskammer werden. 1936 erhielt er eine Anstellung in der herzoglich schleswig-holsteinischen Generalverwaltung auf Gut Grünholz in Thumby. Während des Zweiten Weltkriegs musste er Kriegsdienst als Soldat in der Wehrmacht leisten.
1946 kehrte Krumbach aus US-amerikanischer Kriegsgefangenschaft zurück und absolvierte eine Ausbildung zum Neulehrer. Er trat 1947 in Dabelow (bei Fürstenberg/Havel) in den Schuldienst ein, wo er später Schuldirektor wurde.
Ab 1955 arbeitete Walter Krumbach als freischaffender Autor und lebte fortan in Groß Schönebeck. Zeitlebens verhandelte er seine Aufträge selbst und wurde nie Mitglied des Schriftstellerverbandes der DDR.
Sein Lebenswerk umfasst etwa 90 Kinderbücher, die in über 10 Millionen Exemplaren Verbreitung fanden, und ca. 100 Puppenspiele.
Walter Krumbach schrieb für die ABC-Zeitung und die FRÖSI, u. a. Die Schatzinsel (nach Robert Louis Stevenson).
Zu seinen bekanntesten Kinderbüchern zählen: Hamster Dickbauch, Der vergessene Teddybär, Teddys toller Tag, Teddy im Zirkus, Igel Itzo, Im Stroh auf der Tenne und Rosine, unser Schweinchen.
Aus seiner Feder stammen neben dem Text des seit 1959 täglich im deutschen Fernsehen ausgestrahlten Titelliedes der Sendung „Unser Sandmännchen“ (Sandmann, lieber Sandmann – Komponist: Wolfgang Richter) und über 200 Episoden „Herr Fuchs und Frau Elster“ auch das Lied und etliche Folgen des „Meister Nadelöhr“ sowie die Texte der „Spielzeugkiste“.
Krumbach war Vater von drei Töchtern.
In Groß Schönebeck erinnern eine Gedenktafel an seinem Wohnhaus, ein Wandbild und ein Straßenname an Walter Krumbach.